# New River (Arizona)
New River es un lugar designado por el censo ubicado en el condado de Maricopa en el estado estadounidense de Arizona. En el Censo de 2010 tenía una población de 14 952 habitantes y una densidad poblacional de 103,53 personas por km².

## Geografía
New River se encuentra ubicado en las coordenadas 33°52′57″N 112°5′7″O / 33.88250, -112.08528. Según la Oficina del Censo de los Estados Unidos, New River tiene una superficie total de 144.42 km², de la cual 144.39 km² corresponden a tierra firme y (0.02%) 0.03 km² es agua.

## Demografía
Según el censo de 2010, había 14.952 personas residiendo en New River. La densidad de población era de 103,53 hab./km². De los 14.952 habitantes, New River estaba compuesto por el 94.17% blancos, el 0.55% eran afroamericanos, el 0.56% eran amerindios, el 0.97% eran asiáticos, el 0.05% eran isleños del Pacífico, el 1.91% eran de otras razas y el 1.78% pertenecían a dos o más razas. Del total de la población el 6.63% eran hispanos o latinos de cualquier raza.